# Vegas Thrill
Le Vegas Thrill sono una franchigia pallavolistica femminile statunitense, con sede a Las Vegas (Nevada): militano nella Major League Volleyball.

## Storia
Le Vegas Thrill vengono fondate l'11 ottobre 2023, diventando la settima franchigia debuttante nella Pro Volleyball Federation 2024; lo stesso giorno Ruben Herrera viene nominato presidente della franchigia dai due proprietari, Andy Abboud e Jon Bruning, così come viene annunciata Fran Flory come allenatrice. L'identità della franchigia viene rivelata il 28 novembre successivo, con l'annuncio del nome e dei colori sociali, così come della sede di gioco, con la scelta ricaduta sul Dollar Loan Center nella vicina Henderson.

## Rosa 2025
| N° | Nome              | Ruolo | Data di nascita  | Nazionalità sportiva |
| -- | ----------------- | ----- | ---------------- | -------------------- |
| 2  | Charitie Luper    | S     | -                | Stati Uniti          |
| 3  | Kendall White     | L     | 7 luglio 1997    | Stati Uniti          |
| 4  | Willow Johnson    | O     | 23 aprile 1998   | Stati Uniti          |
| 5  | Morgan Stout      | C     | -                | Stati Uniti          |
| 6  | Alisha Glass      | P     | 5 aprile 1988    | Stati Uniti          |
| 7  | Layne Van Buskirk | C     | 19 febbraio 1998 | Canada               |
| 8  | Camryn Hannah     | S     | 24 febbraio 2002 | Stati Uniti          |
| 9  | Grace Loberg      | S     | 11 marzo 1999    | Stati Uniti          |
| 10 | Mary Shroll       | L     | -                | Stati Uniti          |
| 11 | Hannah Maddux     | S     | 2 marzo 2001     | Stati Uniti          |
| 12 | Berkeley Oblad    | C     | 27 giugno 1997   | Stati Uniti          |
| 13 | Teagan DeFalco    | L     | 3 marzo 1999     | Stati Uniti          |
| 14 | Adora Anae        | S     | 1º ottobre 1996  | Stati Uniti          |
| 15 | Allison Mayfield  | S     | 3 ottobre 1989   | Stati Uniti          |
| 17 | Lauren Jardine    | O     | -                | Stati Uniti          |
| 22 | Carly Graham      | P     | 11 luglio 2000   | Stati Uniti          |
| 24 | Sydney Cole       | P     | -                | Stati Uniti          |
| 64 | Sophie Davis      | C     | -                | Stati Uniti          |
| 91 | Saskia Hippe      | O     | 16 gennaio 1991  | Germania             |

      Practice squad
      Riserva infortunata